# Bootsy Collins
Bootsy Collins (* 26. října 1951) je americký zpěvák a multiinstrumentalista hrající na kytaru, baskytaru a bicí. Svou kariéru zahájil koncem šedesátých let jako baskytarista skupiny The Pacemakers, v níž hrál například i jeho starší bratr Catfish Collins. Oba později působili v doprovodné skupině Jamese Browna a následně v kapele House Guests. Oba později hráli v projektech hudebníka George Clintona. Později vydal několik sólových alb, stejně jako alb pod hlavičkou skupiny Bootsy's Rubber Band a dalších projektů.